# Andrea Cessel
Andrea Cessel (San Vito al Tagliamento, 16 giugno 1969) è un ex cestista italiano.
Era un centro alto 205 centimetri.

## Carriera
Veterano del Campionato italiano, è cresciuto nella Fortitudo Bologna con la quale ha esordito in Serie A2 nel 1986 ed è stato protagonista della prima promozione in A1 nel 1988; dal 1991 ha iniziato a girovagare per l'Italia vestendo le maglie di Brescia, Forlì, Pavia, Arese, Roma, Cantù,  Siena, Napoli, Montecatini, Veroli, Firenze, Livorno.
Ha giocato anche una stagione in Grecia, il 1996-97, nel Larissa.
In 22 stagioni professionistiche è protagonista di tre promozioni (1988, 2001, 2003) e una retrocessione (2007). Tra A1 e A2 ha giocato 429 partite registrando 1805 punti e 1424 rimbalzi.
Dal 2006 al 2008 è stato di scena con la TDShop.it Livorno (Legadue), la sua quattordicesima maglia. Ha chiuso la carriera nel 2012 al Costone Siena, nella città in cui vive, ritirandosi a 43 anni dopo aver conquistato la promozione in quarta serie.
A novembre 2017 rientra sempre nelle file del Costone Siena in prossimità dei 49 anni per poi tornare a giocare a livello dilettantistico con i Flyers di Castiglione del Lago al età di 53 anni